# 胡蜂號航空母艦 (CV-7)
12°25′00″S 164°08′00″E / 12.41667°S 164.13333°E
胡蜂號航空母艦 (CV-7)是胡蜂級航空母艦的一號艦（亦是唯一一艘），也是美國第八艘以胡蜂命名的艦隻。受華盛頓海軍條約的限制，胡蜂號被迫多次降低噸位，使之看上去是約克鎮級航空母艦的縮小版本。在美國加入二次大戰後，胡蜂號先後參與了歐洲與太平洋海戰，於1942年被日軍潛艇擊沉。

## 建造與配置

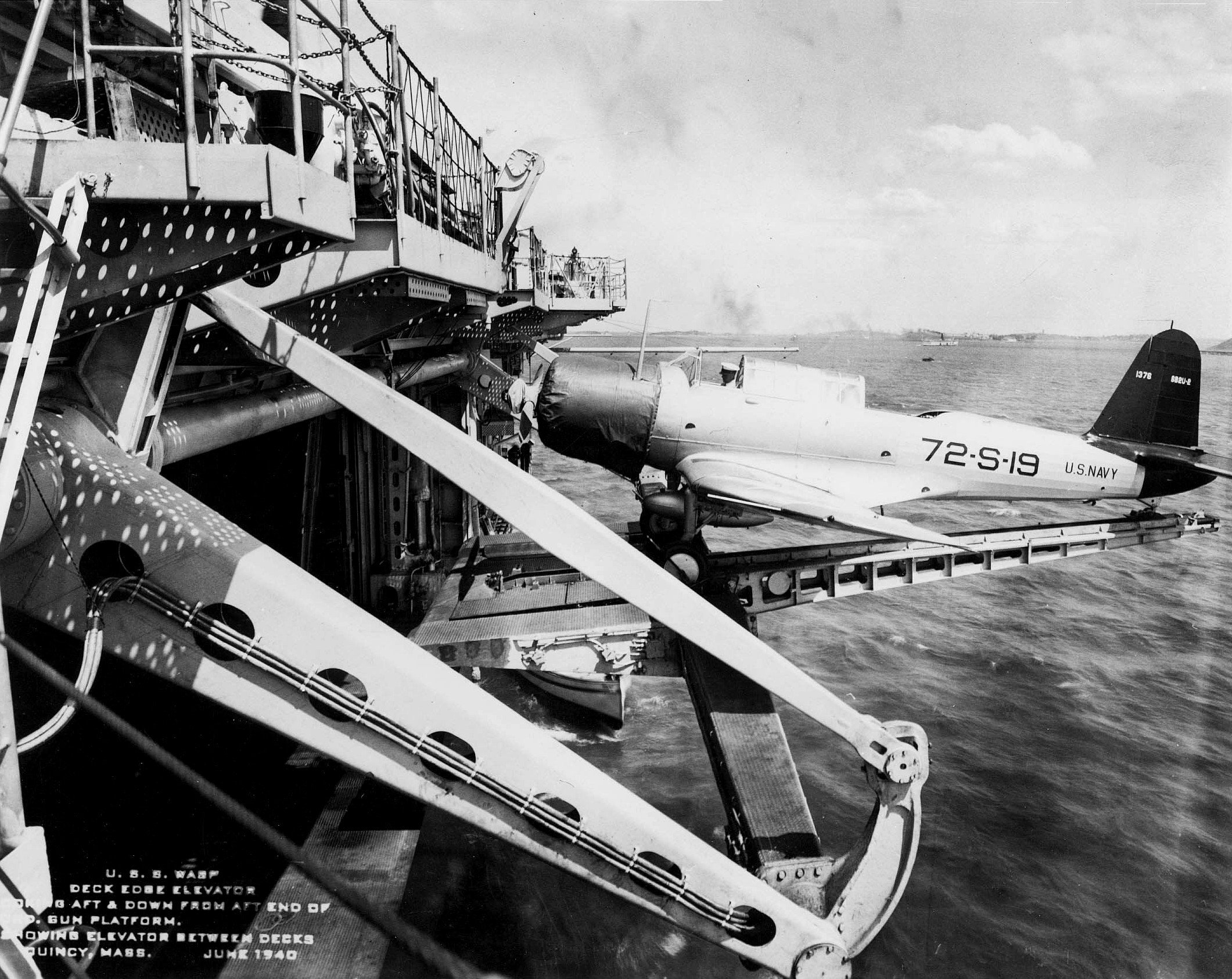
胡蜂号是第一艘安装了甲板边缘升降机的航母。

胡蜂號的建造背景極受華盛頓海軍條約限制。由於美國在批准建造約克鎮號及企業號後，只剩下15,000噸可用作航母，海軍只好將原本近20,000噸的約克鎮級設計，縮減至15,000噸，以多造一艘航空母艦。結果，新造的胡蜂號比約克鎮級少了25%的設備重量，連引擎也被大幅削弱。其引擎軸馬力為75,000軸馬力，比約克鎮級的120,000軸馬力、艾塞克斯級的150,000軸馬力、甚至輕型航母獨立級的100,000軸馬力，都低出不少。同時，胡蜂號基本上有效裝甲為零，尤其對魚雷的防禦完全缺乏，後期追加的裝甲亦無法補救這致命缺陷。
雖然該航母設計缺陷極為致命，但她所開創性使用的侧舷升降机以及轮機舱交錯式布局的表現十分良好，這兩個設計在後續的艾塞克斯級甚至是中途島級航母得到沿用。
火炮方面，胡蜂號共安裝了8座單管5英寸/38炮、4座4聯裝1.1英寸/75炮及24挺.50機槍。其中15挺在後來被拆除，翻新時又裝上了30門20毫米機炮。
胡蜂號的龍骨在1936年4月1日置放，並於1939年4月4日下水，1940年4月25日正式服役。

## 服役

### 和平時期

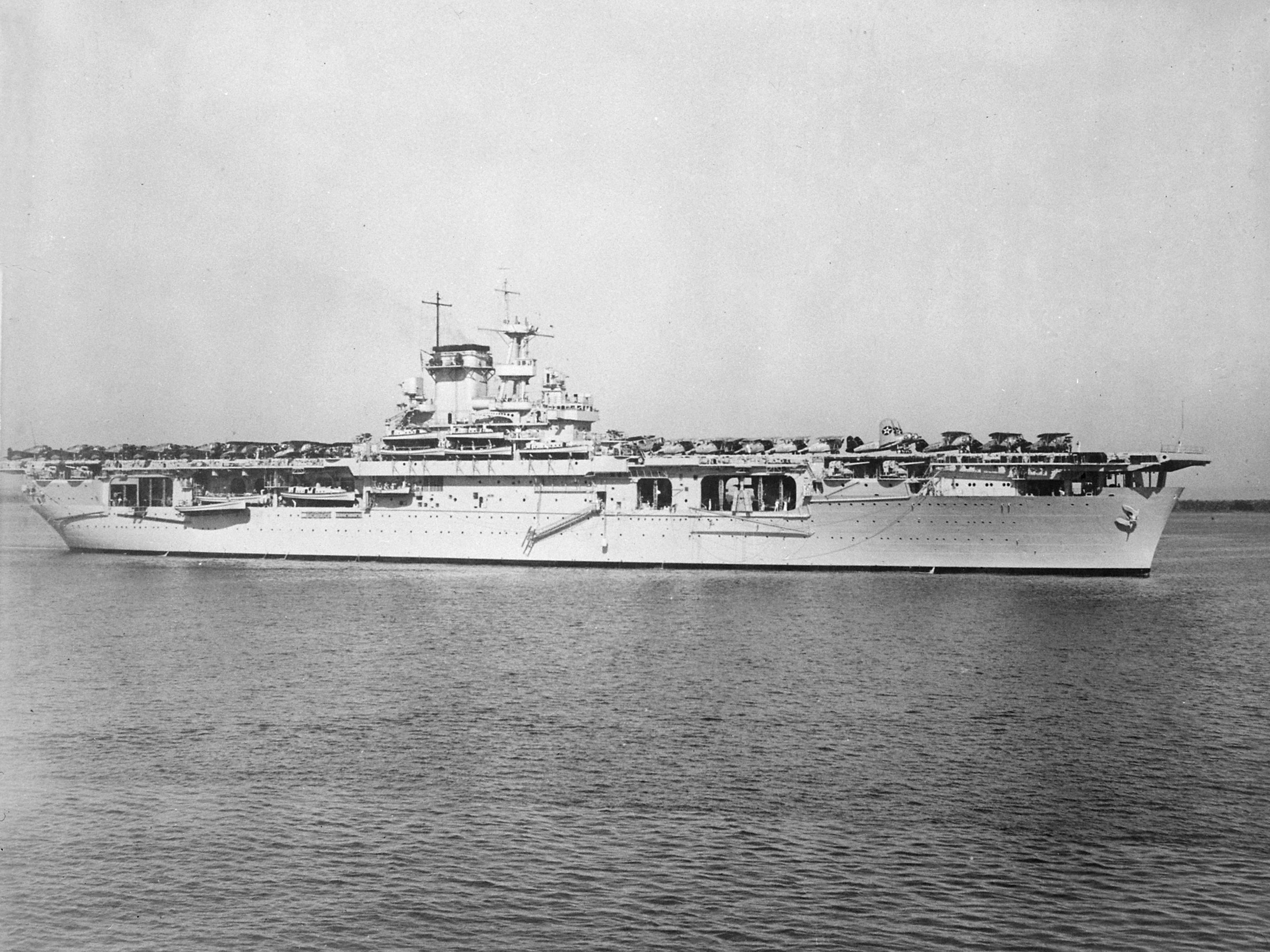
搭滿戰機的胡蜂號。攝於1940年12月17日。

加入現役的胡蜂號，仍未完成適航測試，故此遲遲未有參與海軍任務。整個5月，胡蜂號都留在波士頓，在6月5日又進行了雷達檢測，然後獨自前往漢普頓錨地，於24日到達。稍後胡蜂號被派到加勒比海，並在關塔那摩灣慶祝了國慶日。胡蜂號也開始進行航母演練與飛行員選拔，日後海軍擊落數最多的王牌飛行員大衛·麥坎貝爾（David McCampbell）亦在其中。7月9日卻發生了一宗飛行意外：一架SB2U-2在回航時墮海，胡蜂號隨即趕往數里外進行拯救，卻只找到部分飛機零件，全機連同兩名飛行員都葬身大海。
7月11日，胡蜂號離開古巴，在四日後抵達漢普頓錨地。第一海軍航空團（1st Marine Air Group）將飛機運上機庫，並在外海練習升降，直至一星期後於諾福克下船為止，胡蜂號則返回波士頓維修。船廠工人嚴謹地檢查艦身，希望胡蜂號本身的設計不會妨礙日後作戰。期間的8月10日，胡蜂號曾鳴二十一響禮炮，向到訪的羅斯福總統致敬。
8月21日，胡蜂號到外海進行引擎及舵機測試。期間，第七戰鬥小隊（VF 7）及第七十二偵察小隊（VS 72）成功在胡蜂號起降。8月28日胡蜂進入諾福克乾船塢，維修引擎，直到9月26日才完成所有適航測試。
10月11日，胡蜂號加入第三航母分隊（Carrier Division 3），並離開諾福克。這次她載上了24架P-40陸軍戰機，試驗陸機與海機在航母的起飛能力。次日，陸軍飛機歷史性地成功在航母起飛－在二戰時期，這個優點令胡蜂號活躍於二戰戰場。演練後胡蜂號前往古巴，並在當地進行一般飛行練習。在11月26日至1941年初，她一度返回諾福克，1月27日才回到關塔那摩，進行較大型海軍演習。參與艦隻包括德克薩斯號、遊騎兵號及大量驅逐艦。返回諾福克途中，胡蜂號也模擬了一次夜戰。
3月7日，胡蜂號在哈特拉斯角（Cape Hatteras）對開，拯救了一艘因風暴失事的船隻。乘客送返岸後，她隨即進入諾福克乾船塢修理受損輪機，並在防空炮四周加上護甲。至3月30日，胡蜂號則為海軍往來關塔那摩與諾福克運送物资。
要到7月，胡蜂號才從乏味的航空演練及例行演習中接到重要任務。美國在國際外交上愈加傾向英國，提供更多軍事援助，大有加入大西洋戰線之勢。由於胡蜂號曾有陸航機升降經驗，故被派住冰島，運送戰機給予英國。7月23日，32個陸軍航空兵突然被派到艦上「臨時」值班，次日早上，30架P-40C陸軍戰機依次吊入機庫，緊接是一批陸軍機師及記者登艦。胡蜂號與第1機動部隊啟程，在8月6日，艦上的P-40C依次起飛，胡蜂號則與三艘護航艦返回諾福克。
8月的胡蜂號除了進行飛行演練外，亦曾出海進行軍事任務。由於情報指德國希佩爾海軍上將號重巡洋艦將在西大西洋攻擊商船，而消息亦被英國戰艦羅德尼號確認：她在8月30日曾一度在20哩外發現該艦。胡蜂號以中立巡航身份協助追蹤，並嚴格遵守「避免接觸」原則，以免引起外交風波。不過，美國進一步傾向英國、與德國交惡，卻是不爭事實，稍後一艘美國驅逐艦更幾乎被U潜艇攻擊。胡蜂號在8月至9月間，主要往來冰島－紐芬蘭－百慕達進行護航及運輸，期間海軍軍令部（Naval Operations）下達了攻擊命令：「擊沉所有發現到的德國及意大利戰艦！」事實上，在10月17日、28日與30日，就分別有三艘美國驅逐艦在大西洋被「未知」敵艦雷擊，其中勞本·詹姆斯號（Reuben James, DD-245）更被擊沉。不足兩個月後珍珠港事件發生，美國於12月11日正式向軸心國宣戰。

### 二次大戰

#### 早期

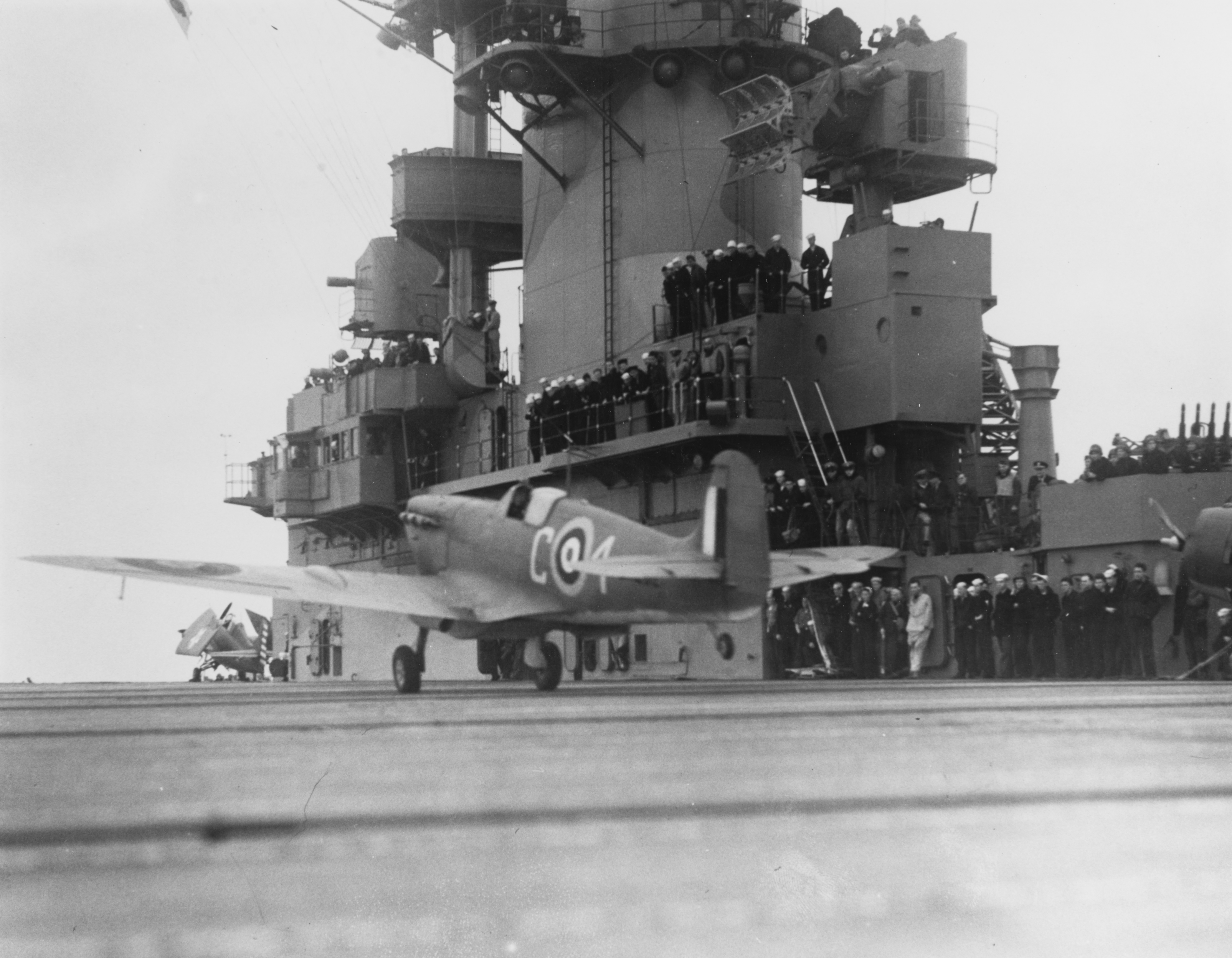
1941年5月，噴火戰鬥機從胡蜂號起飛，增援馬爾他。這次已是胡蜂號第二次執行相關任務。

胡蜂號雖暫時未介入與德國的衝突，倒先參與了一場與維琪法國的危機。美國海軍一直擔心在西印度群島的維琪法國海軍，會試圖突破封鎖而返回法國，而錯誤情報又指法巡洋艦巴福勒爾號（Barfleur）已經離開港口。結果，胡蜂號與幾架巡洋艦及驅逐艦被派往馬提尼克，並警告法軍巴福勒爾號只能選擇留在港口，或者被擊沉。趕到的美軍艦隊卻發現巴福勒爾號從頭到尾都沒有打算出海，一直安待在港口，危機方告結束。1941年的聖誕節前夕，胡蜂號返回漢普頓錨地，並於數日後進入諾福克船廠進行大修。
1942年1月14日，完成大修的胡蜂號在美國東北海岸進行了一次巡邏。3月16日，在返回諾福克之際，胡蜂號意外地與一艘驅逐艦相撞。雖然驅逐艦嚴重入水，但胡蜂號卻損壞輕微。她在26日加入了由約翰·威爾考克斯（John W. Wilcox）指揮的第三十九機動艦隊，前往歐洲增援英國艦隊。不幸地就在次日，約翰·威爾考克斯在旗艦華盛頓號戰艦艦橋被海浪捲走。縱使能見度與海面狀況惡劣，胡蜂號的偵察機依然成功起飛協助搜救，在1小時後找到指揮官的屍體，然而無法打撈。4月3日，胡蜂號與英國愛丁堡號輕巡洋艦的艦隊匯合，前往斯卡帕灣佈防。

#### 地中海
大部份增援的美國艦艇都被派往護航商船（尤其是往來蘇聯與英國之間），但胡蜂號卻被派往地中海的馬爾他。當地每日都受德國空軍轟炸，且缺乏戰機抵抗，胡蜂號再被派往運送戰機。由美國本土帶來的魚雷與俯衝轟炸機都被卸下，換上了47架噴火式戰鬥機MK V，但保留了本身的11架F4F。
4月14日，胡蜂號加入了以名望號戰列巡洋艦為首的W艦隊，前往地中海。4月19日凌晨，胡蜂號摸黑通過直布羅陀海峽，以免被軸心國甚至西班牙軍發現。次日早上4時，F4F首先起飛警備，緊接是飛往馬爾他的噴火戰鬥機，胡蜂號則即時調頭返回英國。不幸的是，噴火機隊中途被德國空軍發現並且伏擊，大半都被擊落。
由於增援失敗，馬爾他形勢繼續惡化。英國首相邱吉爾只好請求羅斯福派胡蜂號「再試一次」。這次鷹號航空母艦(1918)亦參與其中， 5月3日，艦隊再次出發。5月9日早上6時30分，艦隊抵達起飛點。與上次相同，11架F4F又先起飛警備，然而這次任務又再發生意外：第一架起飛的噴火在剛飛離甲板便失速墮海，機師喪生。當所有帶著無奈的英國機師起飛後，艦隊隨即全速返航。此時，一個機師錯誤地在2,000呎低空投下了輔助油缸。顯然，飛機不但無法前往馬爾他，更未必有足夠燃油返回艦隊。胡蜂號只好再次調頭。7時43分，缺油的噴火戰鬥機勉強地降落（只差15呎便滑離跑道），艦隊終於可以返回英國。諷刺的是，德國電台就在此時突然宣佈擊沉了「地中海的一艘美國航母」。雖然盟軍都知道消息虛假，邱吉爾還是幽默地向胡蜂號發了感謝信息：「誰說胡蜂只能螫一次？」（Who said a Wasp couldn't sting twice?）
而這幾天，戰爭的形勢亦起了變化。就在5月4日至5月8日之間，珊瑚海海戰爆發。美軍損失了列星頓號航空母艦，而中途島上亦戰雲密佈，太平洋戰區極需要航空母艦支援。胡蜂號由英國趕回美國，在6月6日返抵諾福克，並進行維修。巧合的是，當日中途島海戰剛好結束。美軍又失去了約克鎮號，而薩拉托加號於1月初被魚雷所傷，當時仍在本土進行維修。換言之，太平洋上美國只有企業號及大黃蜂號兩艘大型航空母艦。胡蜂號加入太平洋戰線，變得逼在眉睫。

#### 太平洋戰事

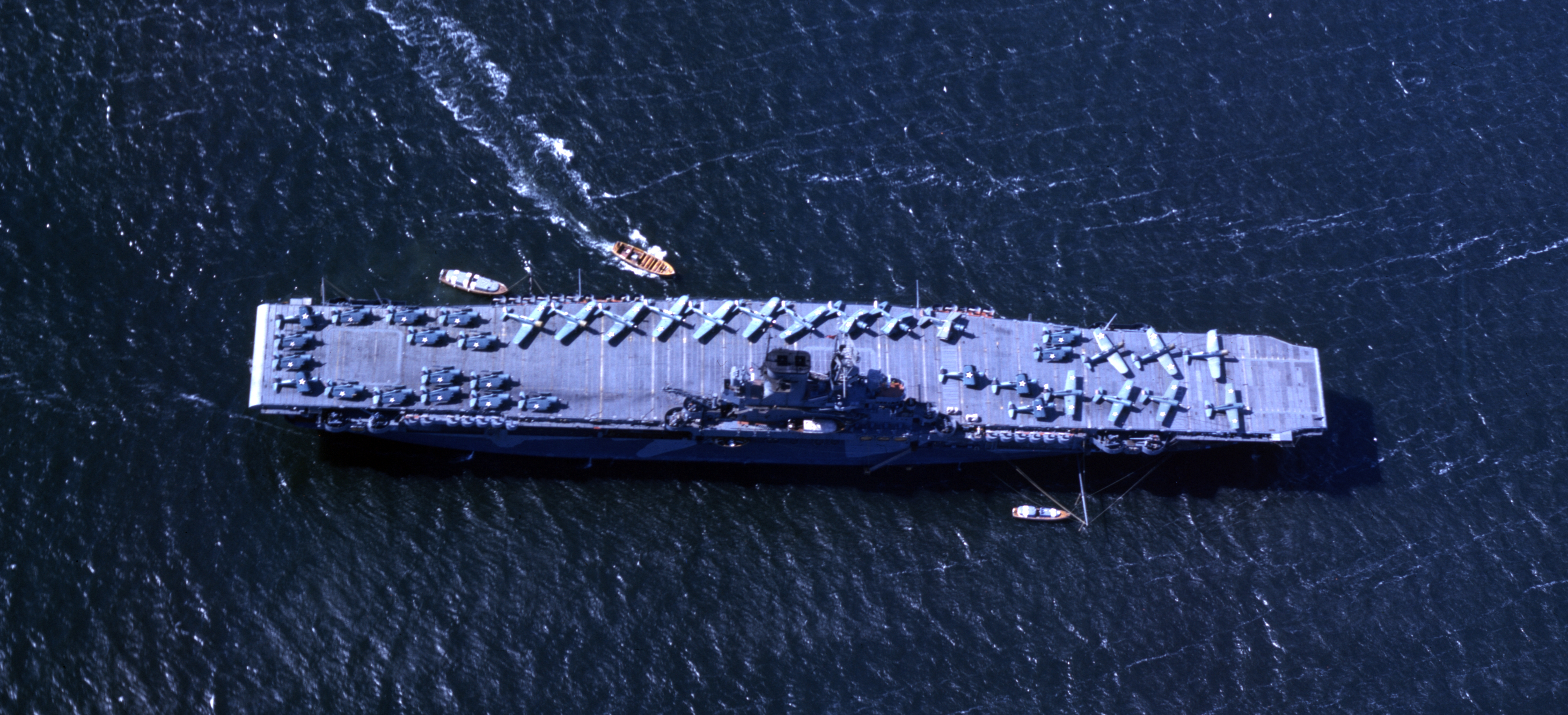
胡蜂號較少有的彩色相片。攝於1942年6月。相中的機隊稍後將參與攻擊瓜達爾卡納爾。

6月19日，胡蜂號抵達聖地牙哥，並裝載飛機。7月1日，胡蜂號則為數艘運輸艦護航至湯加。抵達努庫阿洛法四日前，胡蜂號的引擎發生故障，有賴維修員迅速更換輪機零件，胡蜂號才得以在18日順利抵港。
7月4日，日軍登陸瓜達爾卡納爾。由於瓜島為戰略要地，美軍決定先在此進行反攻。胡蜂號、薩拉托加號與企業號都加入了弗萊徹的支援艦隊，準備提供空中支援。8月6日，胡蜂號與兩艘重巡洋艦抵達，並於早上5時放出機隊。由於當日雲層極厚，日軍偵察機沒有發現美軍，登陸大致順利，艦上的F4F、TBF與SBD摧毀了數個電台，以及機庫等地面目標。除了一架F4F因用盡燃油而逼降在企業號，其他飛機都安全返回胡蜂號。7時胡蜂號第二批機隊出發，並摧毀了殘存的登陸障礙及碉堡。
8月8日，胡蜂號改為登陸部隊進行空中掩護。當日，大批日本戰機反擊，三艘航空母艦倉促派出戰機與日本戰機正面交鋒。由於雙方不相上下，而據弗萊徹在傍晚的報告，他只有78架戰機在手，而三艘航母的飛行燃料已將用盡。故此他下令三艘航母撤離。就在當日半夜，薩沃島海戰爆發。缺乏空中支援與及有效指揮的美軍艦隊大敗，不過卻無損登陸進程。
8月23日，正當艦隊面對日軍三艘航母：翔鶴號、瑞鶴號及龍驤號之際，胡蜂號因缺油而調離戰場，沒有參與東所羅門海戰。海戰後，企業號與薩拉托加號都受損而退下火線，進行維修，太平洋上可作戰的大型航母就只剩下胡蜂號與大黃蜂號。然而，胡蜂號卻未能在未來戰役作更多貢獻。

#### 沉沒

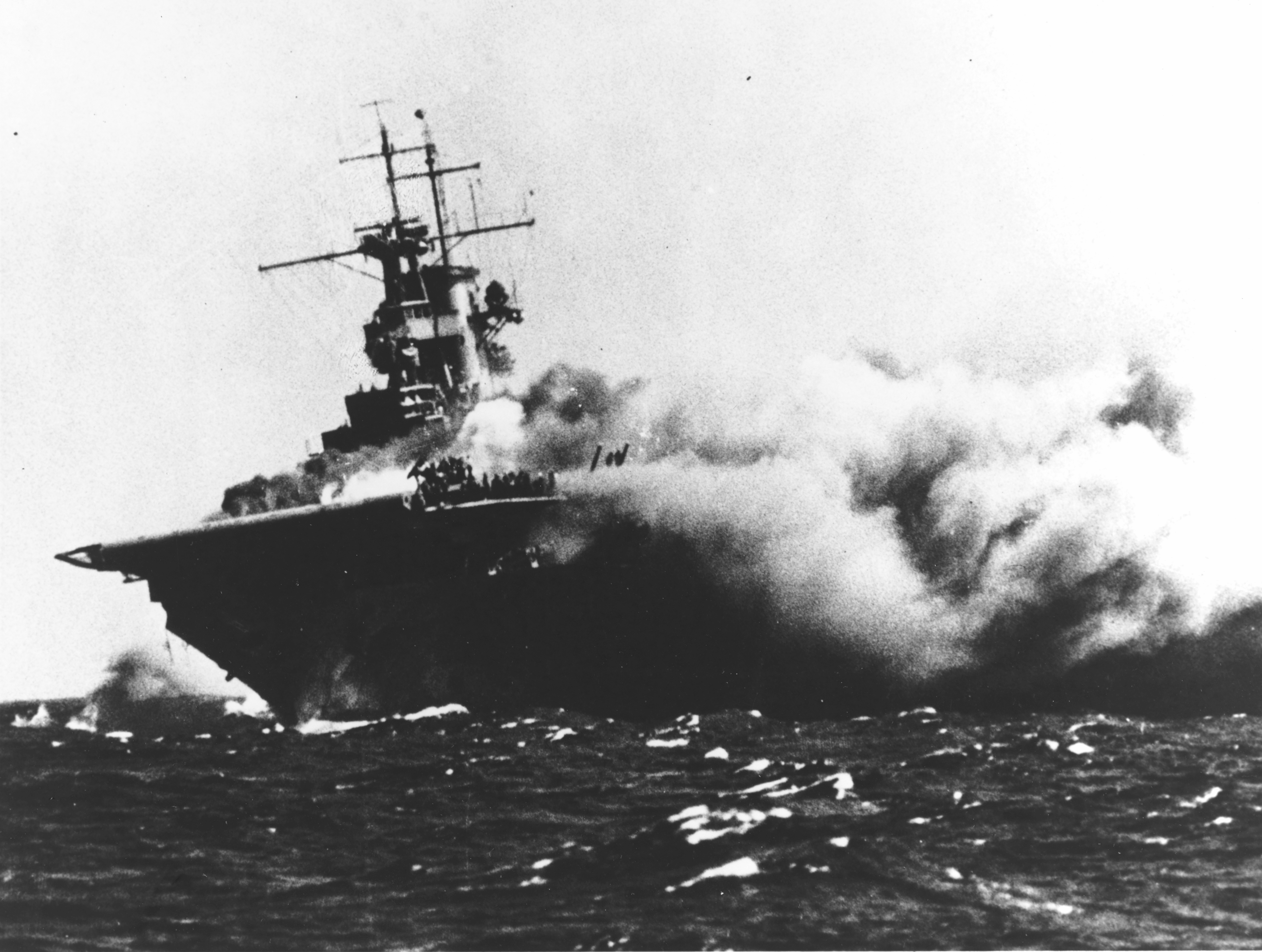
胡蜂號被魚雷擊中後發生大火。

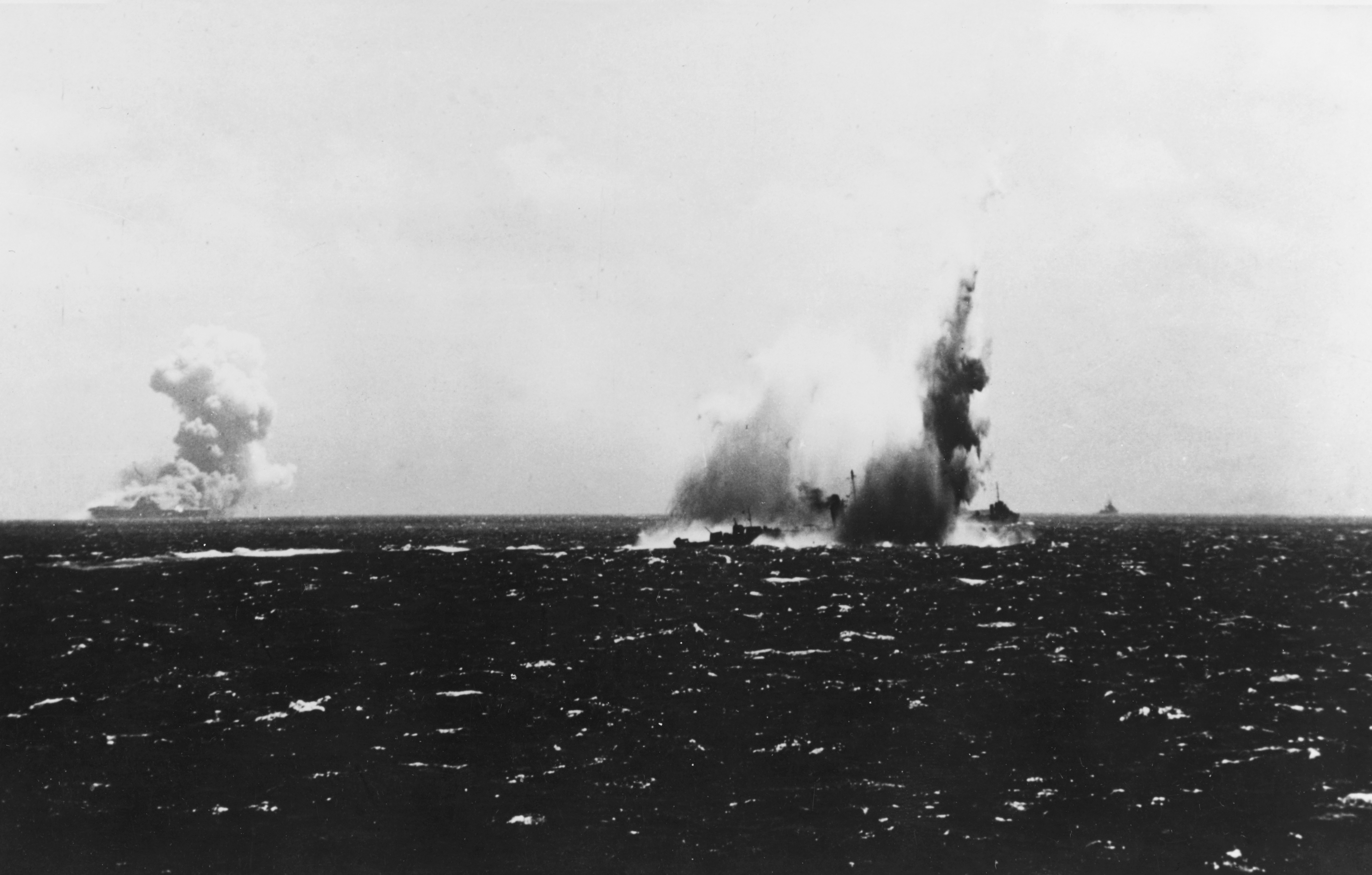
奧拜恩號驅逐艦被魚雷擊中。在背景左方的濃煙是胡蜂號大火。

9月15日，胡蜂號與大黃蜂號的艦隊在瓜島東南巡邏。當日中午，胡蜂號的機隊完成例行偵察，並降落補油。2時44分，瞭望台突然發出魚雷警報：三支魚雷正高速衝向右弦。事實上木梨鷹一指揮的日軍的伊-19號潛艇共發射了六枚魚雷。胡蜂號即時加速向右閃避，然而三支魚雷仍直接命中艦側，並引爆了艦上油庫，艦體隨即起火。未被發現的第四支魚雷則插在艦側，未有引爆。
由於美軍通訊不佳，而大黃蜂號又剛好阻礙了視角，其他艦隻無從得知胡蜂號有何意外，只看到胡蜂號濃煙密佈、漸漸失速傾側、水兵忙於將起火的飛機拋到海中。數分鐘後蘭斯當號驅逐艦（Lansdowne, DD-486）也曾發出不完整的魚雷警告。直到51分，奧拜恩號驅逐艦被第五支魚雷擊中，所有水兵都看到濺起的水花；而旗艦大黃蜂號看到馬斯廷號驅逐艦的旗號警告，突然向右急轉，艦隊方才知道要迴避魚雷。然而，北卡羅萊納號亦來不及轉向，在52分亦被擊中。
由於火勢猛烈，而胡蜂號的防禦脆弱，令艦身承受極大衝擊。3時20分，艦長下令棄船。4時正，艦員全體撤離。稍後艦體又先後有四次爆炸，美軍下令蘭斯當號發射魚雷擊沉胡蜂號。諷刺的是，由於美軍的Mark 15魚雷的技術缺陷，首兩支魚雷未有引爆，蘭斯當號的魚雷兵索性將魚雷由磁性引爆改為接觸引爆，將艦上最後三支魚雷射往胡蜂號。然而，胡蜂號到晚上9時，才完全沉沒。是次攻擊造成胡蜂號上193人陣亡，367人受傷。
2019年3月13日，由微軟公司共同創辦人保羅·艾倫生前組成的調查團隊宣佈在南太平洋4345公尺深海底發現胡蜂號。

## 榮譽
胡蜂號總共獲得兩顆戰鬥之星。
另外，一艘艾塞克斯級航空母艦胡蜂號航空母艦 (CV-18)亦以胡蜂號為名，以示記念。

## 外部連結
- 海軍相片集 （页面存档备份，存于）
- 馬爾他守備戰